# Karel Kadlec

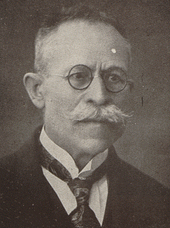
Karel Kadlec

Karel Kadlec (* 11. Januar 1865 in Přehořov bei Soběslav; † 4. Dezember 1928 in Prag) war ein tschechischer Rechtswissenschaftler.
Kadlec studierte an der tschechischen Karls-Universität Prag Rechtswissenschaften und wurde 1889 zum Dr. iur. promoviert. Anschließend eröffnete er eine Anwaltspraxis in Prag und fungierte als Redakteur der Zeitschrift Hlas národa („Die Volksstimme“). Von 1890 bis 1905 war er Sekretär am Nationaltheater in Prag. 1899 habilitierte er sich an der Karls-Universität für slawische Rechtsgeschichte. 1905 erhielt er eine außerordentliche Professur, die erste Professur für slawische Rechtsgeschichte. 1909 wurde er zum Ordinarius ernannt. Für die Jahre 1911 und 1927 wurde er zum Dekan der juridischen Fakultät gewählt.
In seiner Forschungsarbeit beschäftigte sich Kadlec hauptsächlich mit der vergleichenden Rechtsgeschichte der slawischen Völker. Er beherrschte zahlreiche slawische Sprachen und legte grundlegende Studien vor, die noch lange nach ihrem Erscheinen den Ausgangspunkt für jede weitere Forschung bildeten. Für seine Arbeit erhielt er internationale Anerkennung. Er war Mitglied der Tschechoslowakischen Akademie der Wissenschaften (1920 Generalsekretär), der Akademie der Wissenschaften zu Krakau, der Serbischen Akademie der Wissenschaften, der Bulgarischen Akademie der Wissenschaften, der Rumänischen Akademie und der Russischen Akademie der Wissenschaften.

## Schriften (Auswahl)
- Provozovací právo k dílům dramatickým a hudebním. Prag 1892
- Rodinný nedíl čili zádruha v právu slovanském. Prag 1898
- Verbőczyovo Tripartitum a soukromé právo uherské i chorvatské šlechty v něm obsažené. Prag 1902
- Agrární právo v Bosně a Hercegovině. Prag 1903
- Z ústavního vývoje habsburského mocnářství. Prag 1912
- Valaši a valašské právo v zemích slovanských a uherských. Prag 1916
- Jugoslavia. O bojích jižních Slovanů za státní samostatnost. Prag 1919
- Dějiny veřejného práva v střední Evropě. Prag 1920. Nachdrucke 1921, 1923, 1928
- Přehled právních dějin Moravy. Prag 1926
- Introduction à l’étude comparative de l’histoire du droit public des peuples slaves. Paris 1933